# Бюльбюльюваси
Бюльбюльюваси (тур. bülbülyuvası, дослівно «гніздо солов'я») — турецький десерт з тіста філо. Назву отримав через свою порожнисту круглу форму. Після запікання його збризкують теплим сиропом, а порожнину посередині заповнюють фісташками перед подачею.